# Partholon
Partholon lub Parthalon – mityczny heros i władca Irlandii.
Według średniowiecznej irlandzkiej tradycji historycznej Partholon był liderem drugiej grupy osadników, przybyłych do Irlandii, która była pusta i wyludniona po potopie. Przybył z towarzyszami ze Wschodu w r. 1980 p.n.e., po zamordowaniu króla Hiszpanii Bela. Irlandzka „Lebor Gabála Érenn” („Księga Najazdów Irlandii”), skompilowana w XII w., podała więcej szczegółów o nim. Według niej Partholon był synem Sery, syna Sru, potomka Magoga, syna Jafeta, syna Noego. Miał przybyć do Irlandii ze środkowego Wschodu przez Anatolię, Grecję, Sycylię i Hiszpanię. Miało to nastąpić we wtorek 14 maja, 300 lub 312 lat po wielkiej powodzi. Lądował na Inber Scéne (ob. Kenmare w południowym Kerry) sześćdziesiątego roku biblijnego patriarchy Abrahama. Przybył wraz z żoną Dalgnat, trzema synami Sláinge, Rudraige i Laiglinne oraz ich żonami Nerbą, Cichbą i Cerbnad. Towarzyszyło im dodatkowo tysiąc osób.
Gdy Partholon przybył, były tylko trzy jeziora, dziewięć rzek i jedna równina w Irlandii. Postanowił oczyścić dodatkowo cztery równiny oraz utworzyć siedem jezior. Trzy lata po przybyciu pokonał wodza Fomairich (Fomorian) Cichola Gricenchosa, w bitwie pod Magh Ithe.
Według Lebor Gabála, Partholon i jego ludzie (pięć tysięcy mężczyzn i cztery tysiące kobiet) zmarło na plagę w jednym tygodniu, na Senmag („Starej równinie”), w pobliżu Tallaght. Późniejsze źródła poinformowały, że Partholón zmarł tam po trzydziestu latach w Irlandii, zaś reszta jego ludzi zmarła od plagi, 120 lat później w miesiącu maja. Tylko jedna osoba zachowała się przy życiu: Tuan, syn Starna, brata Partholona. Ten, przez różne formy, utrzymał się przy życiu, by odżyć jako Tuan mac Cairill w czasach Colum Cille (zm. 597). Dzięki czemu mógł przekazać historię Partholona następnym pokoleniom.